# Megève
Megève ([məʒɛv]), parfois sous la forme ancienne de Mégève, est une commune française située dans le département de la Haute-Savoie, en région Auvergne-Rhône-Alpes. Le village est un véritable centre urbain situé en altitude, il comptait 2 927 habitants en 2022, ce qui en fait la trente-deuxième ville haut-savoyarde.
La commune se situe au carrefour entre les massifs préalpins du massif du Giffre au nord, et de la chaîne des Aravis à l'ouest et du massif alpin du Beaufortain au sud-est. Le bourg est bâti sur un col qui sépare les bassins versants de l'Arly au sud-ouest de celui de l'Arbon au nord-est.
Située dans le canton de Sallanches en Haute-Savoie, son important essor touristique remonte aux années 1910 lorsque la famille Rothschild décida d'en faire un de ses lieux de villégiature. Il s'agissait pour elle de bâtir une concurrente française à la station suisse de Saint-Moritz. La volonté était de créer une station de sports d'hiver portant le symbole de l'art de vivre à la française. Megève a été très convoitée dès ses débuts, les plus grandes têtes couronnées y ayant fait des séjours. Au XXIe siècle, Megève est une station de sports d'hiver de renommée internationale.

## Géographie

### Situation

#### Localisation

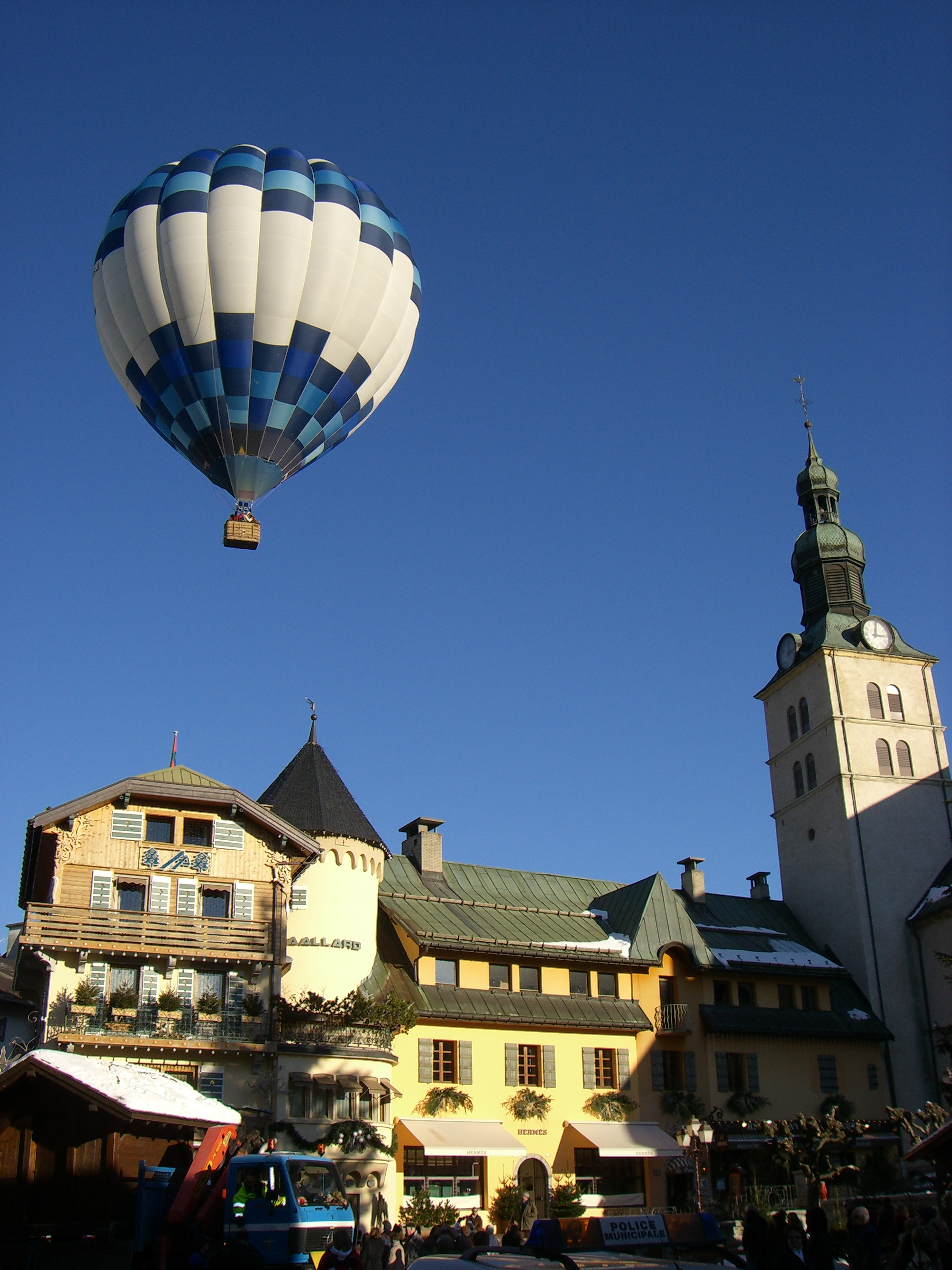
Place Centrale de Megève et son église.

Megève surplombe la vallée de l'Arve, située sur un col qui sépare les bassins versants de l'Arly (Val d'Arly) au sud-ouest de celui de l'Arbon au nord-est. Elle est dominée par les hauteurs du Christomet, du sommet des Salles, du mont d'Arbois — un belvédère sur le mont Blanc —, du mont Joly et de Rochebrune. La commune se situe dans le canton de Sallanches, en Haute-Savoie.

#### Climat
La situation de Megève la place dans un milieu continental montagnard caractérisé par une humidité marquée. Les hivers sont plus froids et neigeux, et la saison estivale douce avec parfois des épisodes orageux. Les intersaisons (avril et octobre) sont aussi en moyenne plus humides.
Les données utilisées par Météo-France pour caractériser le climat local reprennent celles de la station météorologique de référence, située à Bourg-Saint-Maurice, dans la vallée de la Tarentaise, relevées sur la période 1981-2010.

#### Voies de communication et transports
La commune est traversée par la route départementale 1212, reliant Albertville à Sallanches. Depuis Albertville (31 km), on peut se connecter à l'A430, et depuis Sallanches (13 km), on peut rejoindre l'autoroute A40, dite « autoroute blanche ».

Traversée de Megève par la D 1212
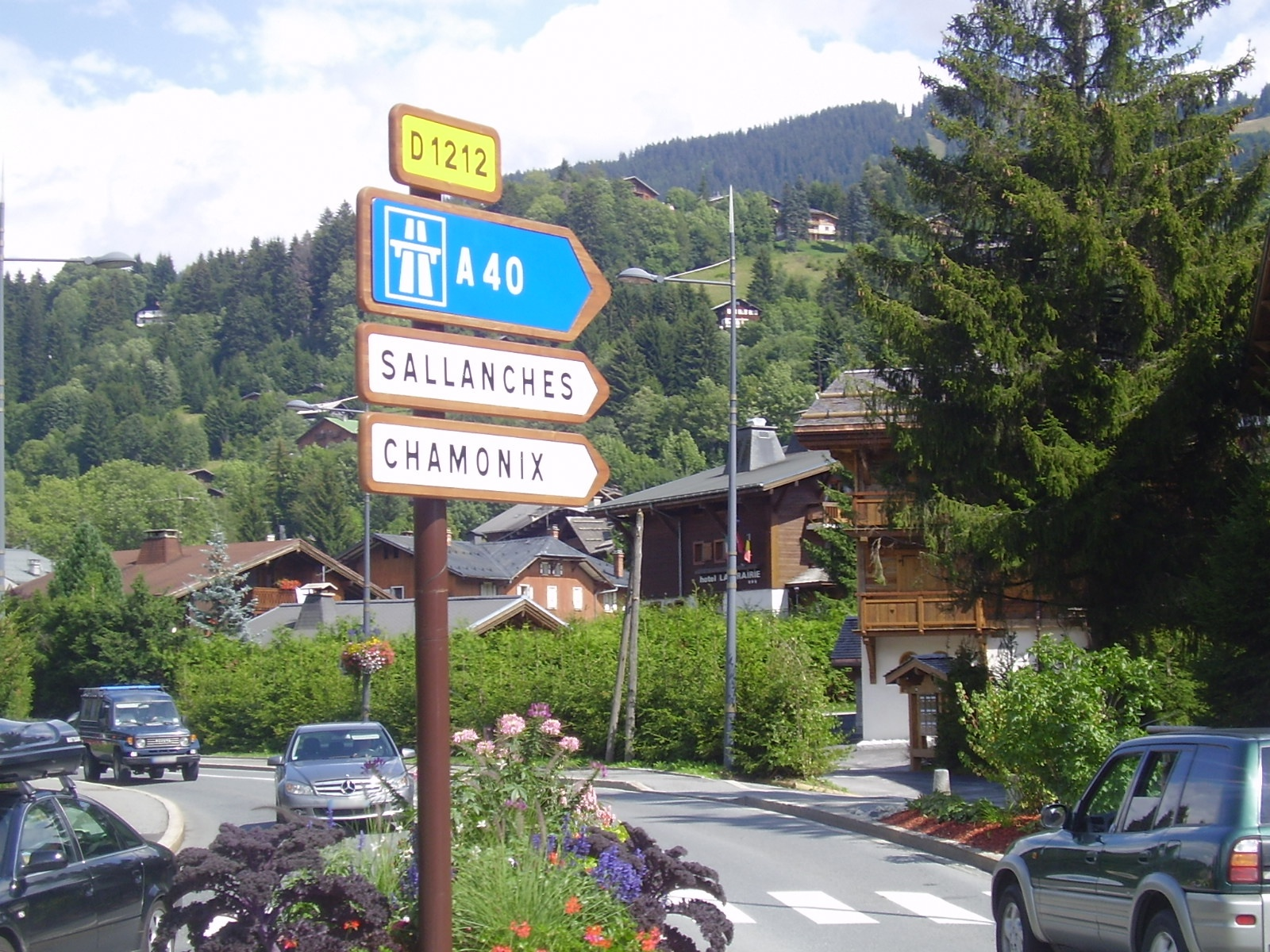
La route départementale 1212 en direction de Sallanches.
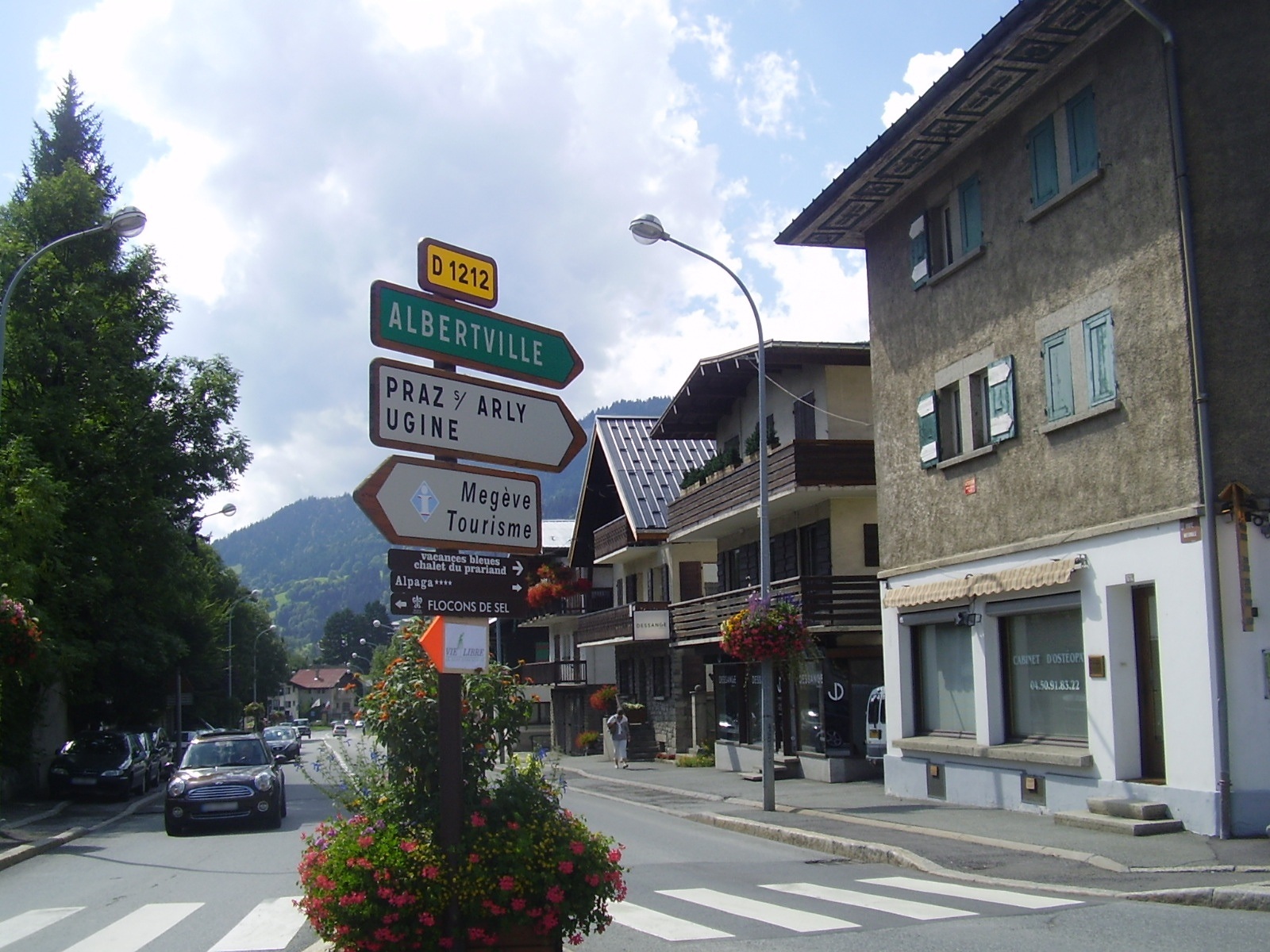
La route départementale 1212 en direction d’Albertville.

La commune possède son propre réseau transport avec des navettes gratuites, les meg-bus. Durant la saison de ski (décembre à mars), la station met à disposition également des ski-bus gratuits qui sillonnent la station. Ils relient la gare routière, située au centre-ville, aux massifs du mont d'Arbois, de Rochebrune, de la Côte 2000 et du Jaillet. Durant la période estivale, les bus deviennent payants. De nombreuses calèches et de nombreux taxis sont situés au centre-ville.
L'autogare de Megève constitue également un arrêt de bus pour les liaisons SNCF. La communauté de communes Pays du Mont-Blanc a mis en place depuis l'automne 2013 un réseau de transport en commun à la demande sur son territoire, le FACILIBUS. La commune appartient également au réseau Cars Région Haute-Savoie en partenariat avec la compagnie SAT (Société Alpes Transports), permettant de relier le reste du département par des lignes régulières : 82 (Chamonix> Praz-sur-Arly), 83 (Sallanches> Praz- sur-Arly). Deux compagnies privées se trouvent dans l'autogare (Autocars Borini, Cars Megève-Genève). Le village est ainsi relié aux gares de Sallanches - Megève (12 km) ou de Saint-Gervais-les-Bains-Le Fayet (15 km).
On peut également prendre l'une des compagnies aériennes de l'aéroport international de Genève Cointrin en Suisse (le plus proche, à 70 km) ou l'aéroport d'Annecy Haute-Savoie Mont-Blanc (75 km), situé sur la commune de Meythet, voire également Lyon-Saint-Exupéry (208 km). La station dispose d'un altiport.

## Urbanisme

### Typologie
Au 1er janvier 2024, Megève est catégorisée ceinture urbaine, selon la nouvelle grille communale de densité à sept niveaux définie par l'Insee en 2022.
Elle appartient à l'unité urbaine de Sallanches, une agglomération inter-départementale regroupant douze  communes, dont elle est une commune de la banlieue,,. Par ailleurs la commune fait partie de l'aire d'attraction de Saint-Gervais-les-Bains, dont elle est une commune du pôle principal,. Cette aire, qui regroupe 7 communes, est catégorisée dans les aires de moins de 50 000 habitants,.

### Occupation des sols
L'occupation des sols de la commune, telle qu'elle ressort de la base de données européenne d’occupation biophysique des sols Corine Land Cover (CLC), est marquée par l'importance des forêts et milieux semi-naturels (72,2 % en 2018), en diminution par rapport à 1990 (73,8 %). La répartition détaillée en 2018 est la suivante : 
forêts (41,2 %), milieux à végétation arbustive et/ou herbacée (26,8 %), prairies (13,3 %), zones urbanisées (11,5 %), espaces ouverts, sans ou avec peu de végétation (4,2 %), zones industrielles ou commerciales et réseaux de communication (1,3 %), espaces verts artificialisés, non agricoles (1,1 %), zones agricoles hétérogènes (0,6 %).
L'IGN met par ailleurs à disposition un outil en ligne permettant de comparer l’évolution dans le temps de l’occupation des sols de la commune (ou de territoires à des échelles différentes). Plusieurs époques sont accessibles sous forme de cartes ou photos aériennes : la carte de Cassini (XVIIIe siècle), la carte d'état-major (1820-1866) et la période actuelle (1950 à aujourd'hui).

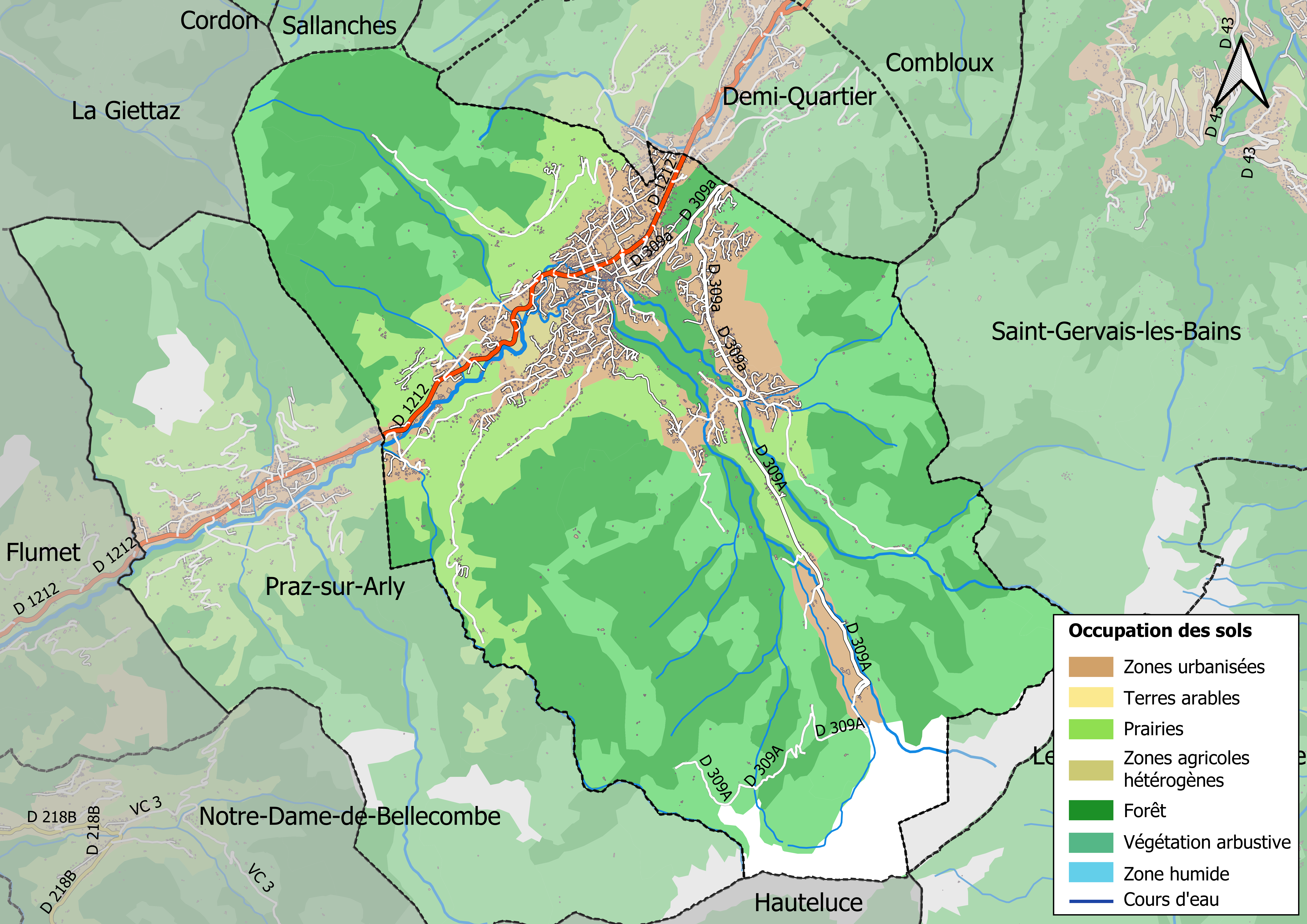
Carte des infrastructures et de l'occupation des sols en 2018 (CLC) de la commune.
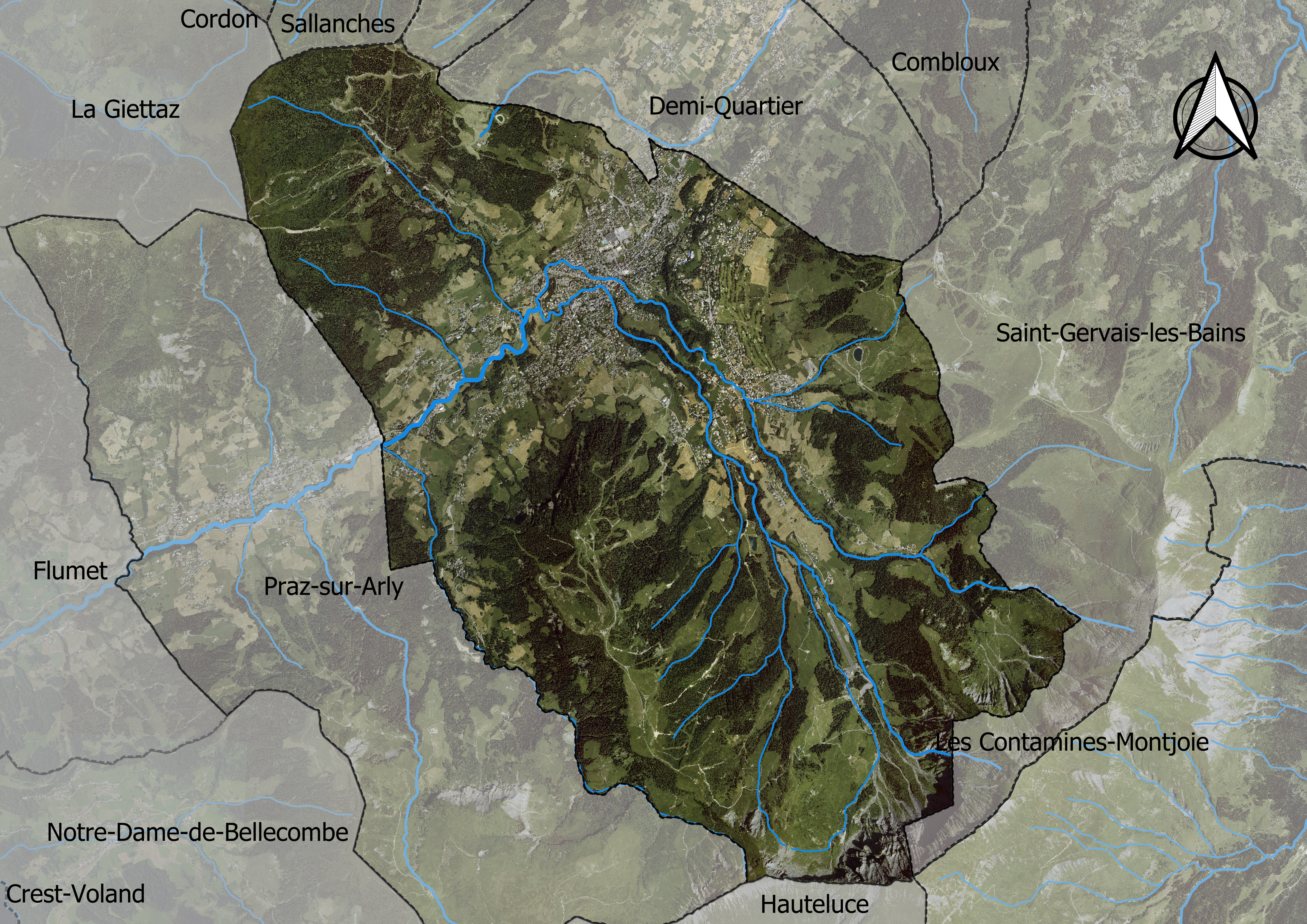
Carte orthophotogrammétrique de la commune.

#### Logement
Le nombre total de logements dans la commune est de 9 138. Parmi ces logements, 21,6 % sont des résidences principales, 76,6 % sont des résidences secondaires et 1,8 % sont des logements vacants. Ces logements sont pour une part de 21,2 % des maisons individuelles, 73,4 % sont des appartements et enfin seulement 5,4 % sont des logements d'un autre type. Le nombre d'habitants propriétaires de leur logement est de 50,9 %. Ce qui est inférieur à la moyenne nationale qui se monte à près de 55,3 %. Le nombre de locataires est de 35,6 % sur l'ensemble des logements qui est inférieur à la moyenne nationale qui est de  39,8 %. Les habitants de la commune sont 13,5 % à être logées gratuitement alors qu'au niveau de l'ensemble de la France le pourcentage n'est que de 4,9 %. Toujours sur l'ensemble des logements de la commune, 8,8 % sont des studios, 22 % sont des logements de deux pièces, 26,7 % en ont trois, 22,8 % des logements disposent de quatre pièces, et 19,7 % des logements ont cinq pièces ou plus.
Le prix de l'immobilier, pour l'année 2007, s'élève en moyenne à 7 827 €/m2 au Mont-d'Arbois, et environ 15 000 €/m2 en centre-ville.

## Toponymie
Le toponyme de Mégève devient officiellement par décret du 27 février 1961 (paru au JO du 4 mars 1961), « Megève »,,.
Le nom Mégève, proprement Medzève en  savoyard, Media aquarum signifie au milieu (*medz < latin medium) des eaux (ève < latin acqua), se référant à sa position géographique au milieu de l'Arbon et de l'Arly, ou peut-être entre les deux torrents qui forment l'Arly, le ruisseau du Glapet et le ruisseau du Planay. On estime que le nom pourrait également provenir de meg, « montagne » associé au suffixe -ève, signifiant « entre les montagnes ».
On trouve la mention Megève, Megeva en 1212, Prior de Megeva vers 1344, Mégêve en 1791. Si l'on a utilisé les graphies Mégève ou Megève indifféremment au cours des siècles suivants, l'orthographe actuelle a été fixée par décret le 27 février 1961,.
En francoprovençal, le nom de la commune s'écrit Mezdiva (graphie de Conflans) ou Megéva (ORB).
Ses habitants sont appelés les Mégevannes et Mégevans.

## Histoire
La mythique fondation de ce village fait intervenir le sire Faulignac de Gibertain qui tua un dragon, dont le sang forma la vallée où se trouve l'actuelle commune[réf. nécessaire].
Une légende[source insuffisante] transmise oralement par les familles de Megève encore aujourd'hui attribue la création de Megève à Muffat et Grosset, qui auraient tué une vipère volante qui empêchait que l'on vive en ce lieu. Cette légende expliquerait également le nom du lieu-dit Tirecorde. Cette légende orale a été mise à l'écrit le 28 octobre 1791 par Jean Baptiste Berthet dans son Histoire de Megève et s'étale sur deux parties de son œuvre en six parties.
François Capré (1620 - 1705), dont la famille serait présente dans la vallée depuis le XIIIe siècle, président de la Chambre des comptes du duché de Savoie, achète les seigneuries de Megève et de Demi-Quartier, le 20 novembre 1699,.

### Période contemporaine
En 1792, le duché de Savoie est annexé par la France. Megève devient le chef-lieu d'un canton comprenant les communes de Demi-Quartier et de Praz-de-Megève, au sein du district de Cluses, dans le département du Mont-Blanc. Lors de la création du département du Léman, le 25 août 1798, le canton de Megève est maintenu avec d'autres — Sallanches, Flumet, Saint-Gervais et Chamonix — dans le Mont-Blanc afin de garder une certaine légitimité à l'appellation Mont-Blanc, puis par la loi du 28 pluviose de l'An VIII (17 février 1800), il en est détaché.
Lors de la nouvelle annexion de la Savoie par la France en 1860 du duché, Megève devient une commune du nouveau département de la Haute-Savoie.
En 1869 une partie de la commune en est séparée pour former la nouvelle commune du Pratz.
Pour ce qui est de l'eau de Megève, la source Saint-Michel fut exploitée au début des années 1900 et vendue comme eau minérale de table[réf. souhaitée].
La Tanneries, au XIXe siècle, jusqu'à cinq tanneries artisanales ont existé sur la commune. La dernière a fermé ses portes lors de la Première Guerre mondiale[réf. souhaitée].
Les Mégevans sont surnommés en savoyard lu piláte(e), en lien avec de la présence de Ponce Pilate sur la croix du Calvaire.

### Le développement de la station
La station de sports d'hiver de Megève a été créée dans l'entre-deux-guerres par une branche des Rothschild. En effet, Noémie de Rothschild, épouse du baron Maurice de Rothschild, pendant la Première Guerre mondiale, est choquée de fréquenter les Allemands dans les stations suisses, notamment Saint-Moritz, et s'engage donc à trouver un lieu en France pouvant accueillir l'aristocratie européenne sans avoir à fréquenter les ennemis d'hier. Aidée par des techniciens suédois, elle hésite entre le bourg et celui de Tignes. En 1921, elle fait le choix de Megève. Il semble que la pratique du ski existait déjà aux alentours du bourg en 1916, voire peut-être même 1910 ou 1913,. La baronne fait l'acquisition de terrain et fait construire le Palace des Neiges, un hôtel de luxe au Mont d'Arbois, dès 1921. Durant les hivers 1922-23, puis 1923-24, Albert Ier de Belgique se rend dans le bourg savoyard apportant un certain prestige au lieu.
En 1926, la baronne commande un chalet à l'architecte Henry Jacques Le Même qui devra cependant être : « Un chalet qui ressemble aux fermes du pays mais avec un intérieur très confortable, avec de grandes fenêtres ouvertes sur les paysages, une vraie cheminée, un porche abrité des tempêtes et un ski-room pour farter les skis. ». Celui-ci réalise un chalet moderne, avec un sous-sol réservé aux domestiques avec un ski-room, un rez-de-chaussée accueillant les pièces de service, un 1er étage avec les pièces à vivre, souvent accessible depuis l'extérieur, et dans les combles, les chambres. C'est un succès. En 1927, la princesse Angèle de Bourbon commande le sien.
Par ailleurs, si en 1920, il y avait 5 hôtels, ils sont 25 neuf ans plus tard[réf. souhaitée].
La station se développe et dès 1933, on inaugure le téléphérique de Rochebrune. Trois ans plus tard, c'est celui permettant de relier la station au mont d'Arbois qui est ouvert.

## Politique et administration

### Situation administrative
Anciennement rattachée au syndicat mixte du Pays du Mont-Blanc (regroupant initialement 14 communes), elle est depuis 2013 membre de la communauté de communes Pays du Mont-Blanc (CCPMB) regroupant dix communes, avec Combloux, Les Contamines-Montjoie, Cordon, Demi-Quartier, Domancy, Passy, Praz-sur-Arly, Saint-Gervais-les-Bains et Sallanches (les 4 autres communes ont formé la communauté de communes de la vallée de Chamonix Mont-Blanc).
Megève relève de l'arrondissement de Bonneville et de la sixième circonscription de la Haute-Savoie (créée en 2009).

### Liste des maires
| Période                                  | Période      | Identité                       | Étiquette        | Qualité |
| ---------------------------------------- | ------------ | ------------------------------ | ---------------- | --- |
| Les données manquantes sont à compléter. |              |                                |                  | |
| 1930                                     | 1944         | Charles Feige                  |                  | |
| 1944                                     | 1949         | Paul Caillet                   |                  | Haut fonctionnaire et préfet honoraire                                                                                   |
| Les données manquantes sont à compléter. |              |                                |                  | |
| mai 1953                                 | 1955 (décès) | Charles Feige                  | DVD              | Conseiller général de Sallanches (1951 → 1955)                                                                           |
| 1955                                     | 1966         | André Mollard                  | DVD              | Négociant en spiritueux Conseiller général de Sallanches (1955 → 1974)                                                   |
| 1966                                     | mars 1977    | Gilbert Le Bescond (1926-2010) | RI puis app. RPR | Hôtelier Conseiller général de Sallanches (1974 → 1982)                                                                  |
| mars 1977                                | mars 2008    | Gérard Morand                  | UDF puis UMP     | Commerçant Suppléant du député Claude Birraux (1981 → 1988)                                                              |
| mars 2008                                | mars 2014    | Sylviane Grosset-Janin         | UMP              | Agricultrice |
| mars 2014                                | En cours     | Catherine Jullien-Brèches      | DVD puis LR      | Commerçante 1re vice-présidente de la CC Pays du Mont-Blanc (2014 → ) Conseillère départementale de Sallanches (2021 → ) |
| Les données manquantes sont à compléter. |              |                                |                  | |

### Jumelages
- Oberstdorf (Allemagne) depuis 1970.

## Population et société
Elle est très appréciée de l'élite française par sa discrétion, son art de vivre et sa qualité de vie.[réf. nécessaire]

### Démographie

#### Évolution démographique
Les habitants de la commune sont appelés les Mégevans,.
L'évolution du nombre d'habitants est connue à travers les recensements de la population effectués dans la commune depuis 1793. Pour les communes de moins de 10 000 habitants, une enquête de recensement portant sur toute la population est réalisée tous les cinq ans, les populations de référence des années intermédiaires étant quant à elles estimées par interpolation ou extrapolation. Pour la commune, le premier recensement exhaustif entrant dans le cadre du nouveau dispositif a été réalisé en 2007.

En 2022, la commune comptait 2 927 habitants, en évolution de −6,28 % par rapport à 2016 (Haute-Savoie : +6,01 %, France hors Mayotte : +2,11 %).
| 1793  | 1800  | 1806  | 1822  | 1838  | 1848  | 1858  | 1861  | 1866  |
| ----- | ----- | ----- | ----- | ----- | ----- | ----- | ----- | ----- |
| 2 271 | 2 519 | 2 561 | 2 334 | 2 774 | 2 737 | 2 584 | 2 305 | 2 375 |

| 1872  | 1876  | 1881  | 1886  | 1891  | 1896  | 1901  | 1906  | 1911  |
| ----- | ----- | ----- | ----- | ----- | ----- | ----- | ----- | ----- |
| 1 824 | 1 860 | 1 832 | 1 845 | 1 769 | 1 727 | 1 770 | 1 798 | 1 746 |

| 1921  | 1926  | 1931  | 1936  | 1946  | 1954  | 1962  | 1968  | 1975  |
| ----- | ----- | ----- | ----- | ----- | ----- | ----- | ----- | ----- |
| 1 557 | 1 532 | 2 232 | 2 914 | 3 743 | 3 695 | 4 401 | 4 929 | 5 209 |

| 1982  | 1990  | 1999  | 2006  | 2007  | 2012  | 2017  | 2022  | - |
| ----- | ----- | ----- | ----- | ----- | ----- | ----- | ----- | - |
| 5 255 | 4 750 | 4 509 | 3 960 | 3 878 | 3 326 | 3 036 | 2 927 | - |

#### Pyramide des âges
En 2018, le taux de personnes d'un âge inférieur à 30 ans s'élève à 25,3 %, soit en dessous de la moyenne départementale (35,9 %). À l'inverse, le taux de personnes d'âge supérieur à 60 ans est de 36,6 % la même année, alors qu'il est de 22,1 % au niveau départemental.
En 2018, la commune comptait 1 449 hommes pour 1 594 femmes, soit un taux de 52,38 % de femmes, légèrement supérieur au taux départemental (50,80 %).
Les pyramides des âges de la commune et du département s'établissent comme suit.
| Hommes | Classe d’âge | Femmes |
| ------ | ------------ | ------ |
| 0,8    | 90 ou +      | 3,1    |
| 11,5   | 75-89 ans    | 16,9   |
| 18,7   | 60-74 ans    | 21,7   |
| 25,6   | 45-59 ans    | 23,6   |
| 14,2   | 30-44 ans    | 13,0   |
| 16,1   | 15-29 ans    | 9,8    |
| 13,1   | 0-14 ans     | 11,9   |

| Hommes | Classe d’âge | Femmes |
| ------ | ------------ | ------ |
| 0,6    | 90 ou +      | 1,4    |
| 5,9    | 75-89 ans    | 7,9    |
| 14,2   | 60-74 ans    | 15,3   |
| 20,7   | 45-59 ans    | 20,3   |
| 21,8   | 30-44 ans    | 21,4   |
| 17,4   | 15-29 ans    | 15,6   |
| 19,5   | 0-14 ans     | 18     |

#### Ménages
Le nombre total de ménages à Megève est de 1 974. Ces ménages ne sont pas tous égaux en nombre d'individus. Certains de ces ménages comportent une personne, d'autres deux, trois, quatre, cinq voire plus de six personnes. Voici ci-dessous, les données en pourcentage de la répartition de ces ménages par rapport au nombre total de ménages.
| Ménages de :                | 1 personne | 2 pers. | 3 pers. | 4 pers. | 5 pers. | 6 pers. ou + |
| --------------------------- | ---------- | ------- | ------- | ------- | ------- | ------------ |
| Megève                      | 34,4 %     | 31,8 %  | 15,1 %  | 13,4 %  | 4,1 %   | 1,2 %        |
| Moyenne nationale           | 31 %       | 31,1 %  | 16,2 %  | 13,8 %  | 5,5 %   | 2,4 %        |
| Sources des données : INSEE |            |         |         |         |         |              |

### Enseignement
Megève possède deux écoles maternelles, deux écoles primaires et deux collèges.

### Manifestations culturelles et festivités
- Janvier : 

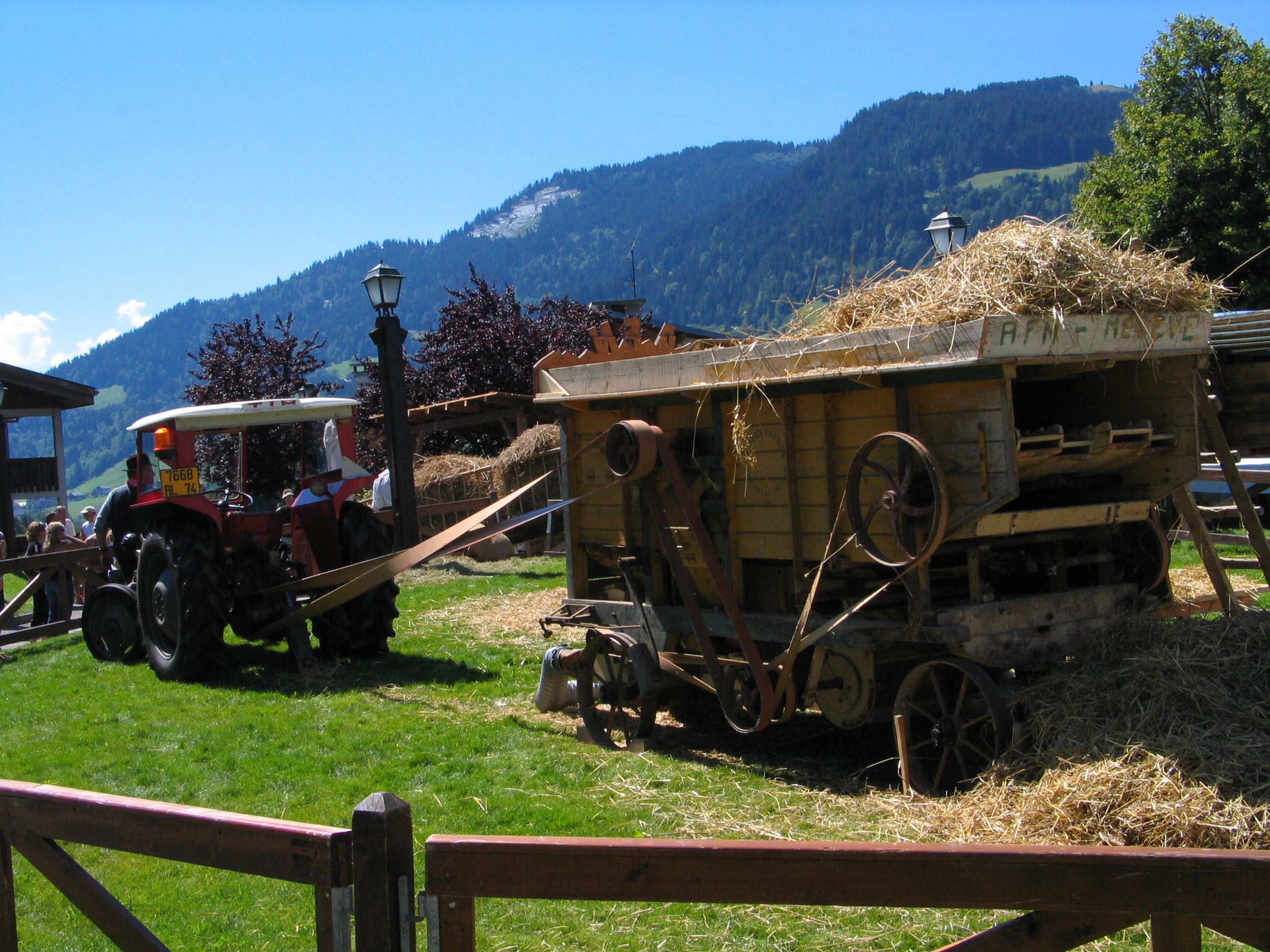
Fête traditionnelle de l'été en août 2007 à Megève.

  - Les Megève Polo Masters sont une épreuve de polo joué sur neige et faisant partie du circuit international. La 13e édition 2008 a réuni six équipes internationales (Suisse, Espagne, États-Unis, Angleterre, Argentine et France).
  - La Grande Odyssée, course de chiens de traîneaux sur plusieurs étapes fait régulièrement escale à Megève
  - La Snow Golf Cup est une compétition sur la neige se déroulant au golf du plateau du Mont d'Arbois.
- Mars : Le Festival international de jazz de Megève[37].
- Juin: La Megève Mont-Blanc Cycling
- Juillet :
  - Le Megève Jazz Contest
  - La fête du cheval et du traîneau est organisée depuis plus de cinquante ans.
  - Les Estivales de Megève, festival de musique classique et promotion des talents du futur.
  - Le Jumping international de Megève, concours de saut d'obstacles trois étoiles comptant pour le classement international.
  - Le Megève Nature Trail
- Août : 
  - La fête des Vieux Métier
  - le premier samedi d'août : concours aux poulains.
  - Le Megève Blues Festival[38].
  - La Haute-Route
- Octobre : Tocquicimes, le rendez-vous de la cuisine de montagne
- Décembre: illumination du sapin, avec un spectacle surprise

### Santé
La Maison de Santé regroupe 7 médecins généralistes, un laboratoire de biologie médicale, 7 infirmiers, 1 pédicure / podologue, 1 psychologue clinicienne et 1 orthophoniste.

### Sports

#### Domaine skiable

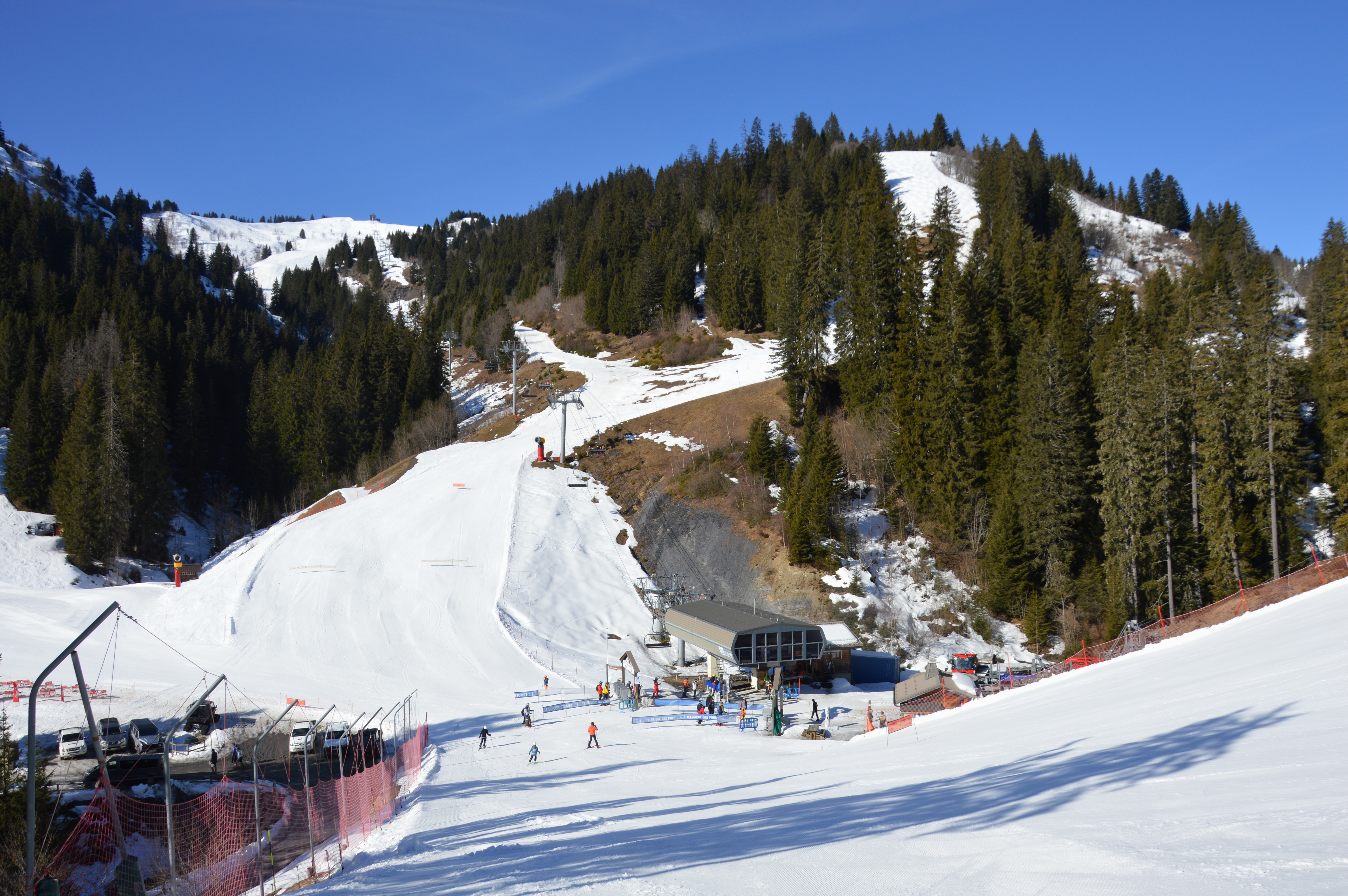
Pistes et remontées dans le secteur du Jaillet, Portes du Mont-Blanc, en 2025.

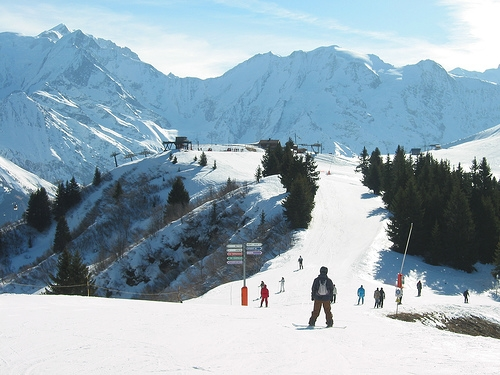
Pistes de ski au Mont d'Arbois en 2007.

Megève (Le Mont d'Arbois, La Princesse, Le Jaillet, Rochebrune, La cote 2000), Saint-Gervais-les-Bains, Combloux, La Giettaz, Cordon et Saint-Nicolas-de-Véroce forment à eux tous un domaine de 162 pistes : le domaine « évasion Mont Blanc ». Ce domaine compte plus de 450 km de piste avec des panoramas exceptionnels ainsi qu'une vue permanente sur le Mont-Blanc.
- Pistes : 29 vertes, 50 bleues, 60 rouges et 23 noires.
- 6 télécabines, 1 téléphérique, 23 télésièges et 51 téléskis.

Le domaine offre une grande diversité de pistes : pistes vertes comme la « Mandarine », mais aussi pistes noires comme la « Rosay » ou « La Princesse Noire ». L'avantage de la faible altitude de la station est que les sapins bordent les pistes et que de nombreuses coursives à travers eux sont possibles.

#### Cyclisme
Megève accueille des courses cyclistes. Elle fut au départ de la dernière grande étape de montagne du Tour de France 2016 et de même de l'Etape du Tour-Mondovélo entre Megève et Morzine quelques jours plus tôt. L'ascension vers l'altiport de Megève, classée en 2e catégorie, est au programme du final de la 4e étape puis de la 5e étape du critérium du Dauphiné 2020. La quatrième étape fut remportée par Lennard Kämna. La cinquième et dernière étape fut gagnée par Sepp Kuss alors que Daniel Martínez remportait pour sa part le classement final, devançant Thibaut Pinot et profitant également du forfait de Primož Roglič, leader avant le départ de l'étape.
La montée de Megève est au programme de la 15e étape du Tour de France 2023.
Par ailleurs, Megève accueille chaque année au mois de juin la cyclosportive Time Megève Mont-Blanc.

#### Autres disciplines

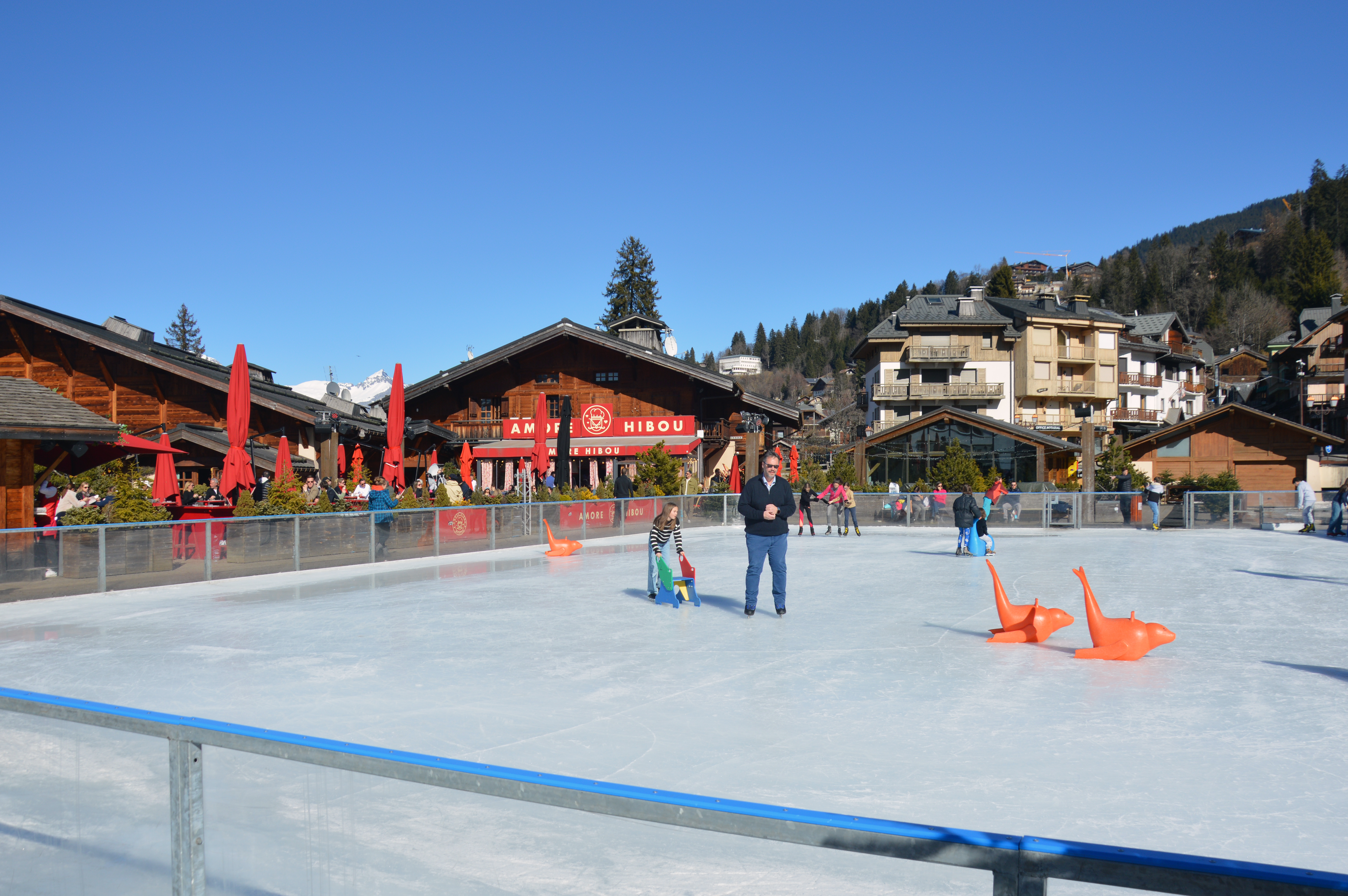
La patinoire éxterieure sur la place de la Résistance.

Toutes les disciplines peuvent être pratiquées sur la commune de Megève, telles que :
- Accrobranche
- Aviation :
  - Altiport de Megève
  - Aérocime
  - Aéroclub, école de pilotage, qualification montagne
  - Mont-Blanc Hélicoptères
  - Montgolfières du Christomet
- Ball-trap
- Canirando : randonnée pédestre tirée par un chien de race malamute d'Alaska
- Centre équestre des Coudrettes
- Escalade en montagne
- Golf : parcours de 18 trous au golf du Mont d'Arbois.
- Gymnase, musculation, danse
- Parapente (4 organismes)
- Parcours de santé de la Cote 2000
- Palais des sports
  - Piscine olympique extérieure, pentaglisse, piscine 25 x 12,5 m, bassin enfant, saunas, hammam, trampoline, balnéforme à 34 °C toute l'année.
  - Structure artificielle d'escalade
  - Patinoire olympique, patinoire extérieure en hiver
  - Tennis, 15 courts
  - Espace forme: musculation, yoga, cours collectifs, cardio...
  - Spa, espace bien-être.
- Randonnée pédestre
- Tennis (Tennis club, 20 courts et 4 murs, Palais des Sports, 15 courts).
- VTT
- Luge d'été
- Paintball

### Médias

#### Radios et télévisions
La commune est couverte par des antennes locales de radios dont France Bleu Pays de Savoie, ODS Radio, Radio Mont-Blanc, La Radio Plus ou encore Radio Giffre… Enfin, la chaîne de télévision locale TV8 Mont-Blanc diffuse des émissions sur les pays de Savoie. Régulièrement l'émission La Place du village expose la vie locale. France 3 et sa station régionale France 3 Alpes, peuvent parfois relater les faits de vie de la commune.

#### Presse et magazines
La presse écrite locale est représentée par des titres comme Le Dauphiné libéré, L'Essor savoyard, Le Messager - édition Faucigny, le Courrier savoyard, ou l'édition locale Le Faucigny.

#### Internet
Megève a été récompensée pour sa politique Internet par le label « Ville Internet » en 2012 et 2013 par @@.

## Économie

### Revenus de la population et fiscalité
Le revenu moyen par ménage mégevan est de 21 258 €/an, ce qui est supérieur à la moyenne nationale qui s'élève à près de 15 027 €/an.

### Emploi
Le taux de chômage, en 1999, pour la commune s'élève à 3,7 %, avec un nombre total de 82 chômeurs. Le taux d'activité entre 20 et 59 ans s'établit à 86 % ce qui est légèrement supérieur à la moyenne nationale qui est de 82,2 %. On comptait 48,5 % d'actifs contre 19,2 % de retraités dont le nombre est supérieur à la moyenne nationale (18,2 %). Il y avait 21,2 % de jeunes scolarisés et 11,1 % de personnes sans activité.
|                             | Agriculteurs | Artisans, commerçants, chefs d'entreprise | Cadres, professions intellectuelles | Professions intermédiaires | Employés | Ouvriers |
| --------------------------- | ------------ | ----------------------------------------- | ----------------------------------- | -------------------------- | -------- | -------- |
| Megève                      | 2 %          | 18,1 %                                    | 5,2 %                               | 15,8 %                     | 37,3 %   | 21,5 %   |
| Moyenne nationale           | 2,4 %        | 6,4 %                                     | 12,1 %                              | 22,1 %                     | 29,9 %   | 27,1 %   |
| Sources des données : INSEE |              |                                           |                                     |                            |          |          |

### Entreprises de l'agglomération
Le nombre d'entreprises et d'établissements total au 1er janvier 2006 était de 971. Megève a atteint un nombre de 97 créations d'entreprises pour l'année 2004. Elle se situe ainsi au 490e rang national. On peut dénombrer principalement treize types d'établissements. Les établissements de l'industrie agricole et alimentaire représentent 2,2 % du nombre total d'entreprises avec un nombre de vingt et un, les industries des biens de consommation représentent 0,7 % avec sept établissements, les industries des biens d'équipement une part de 0,2 % avec deux entreprises, l'industrie des biens intermédiaires comporte six entreprises soit 0,6 %, l'énergie s'élève à 0,2 % avec ses deux entreprises, la construction avec ses quatre-vingt-douze entreprises représente 9,5 %, le commerce représente pas moins de 22 % du nombre total d'entreprises avec deux cent quatorze établissements, le transport comprend vingt deux établissements soit 2,3 %, les activités immobilières totalisent cent cinquante deux entreprises soit 5,4 %, les services aux entreprises représentent 7,7 % avec soixante quinze établissements, les services aux particuliers comprennent quatre cent trente deux entreprises soit 44,5 % et enfin pour ce qui touche au dernier type d'établissement à savoir l'éducation, la santé et l'action sociale on dénombre quarante six entreprises soit 4,7 % du nombre d'établissements total.

### Hôtellerie et restauration

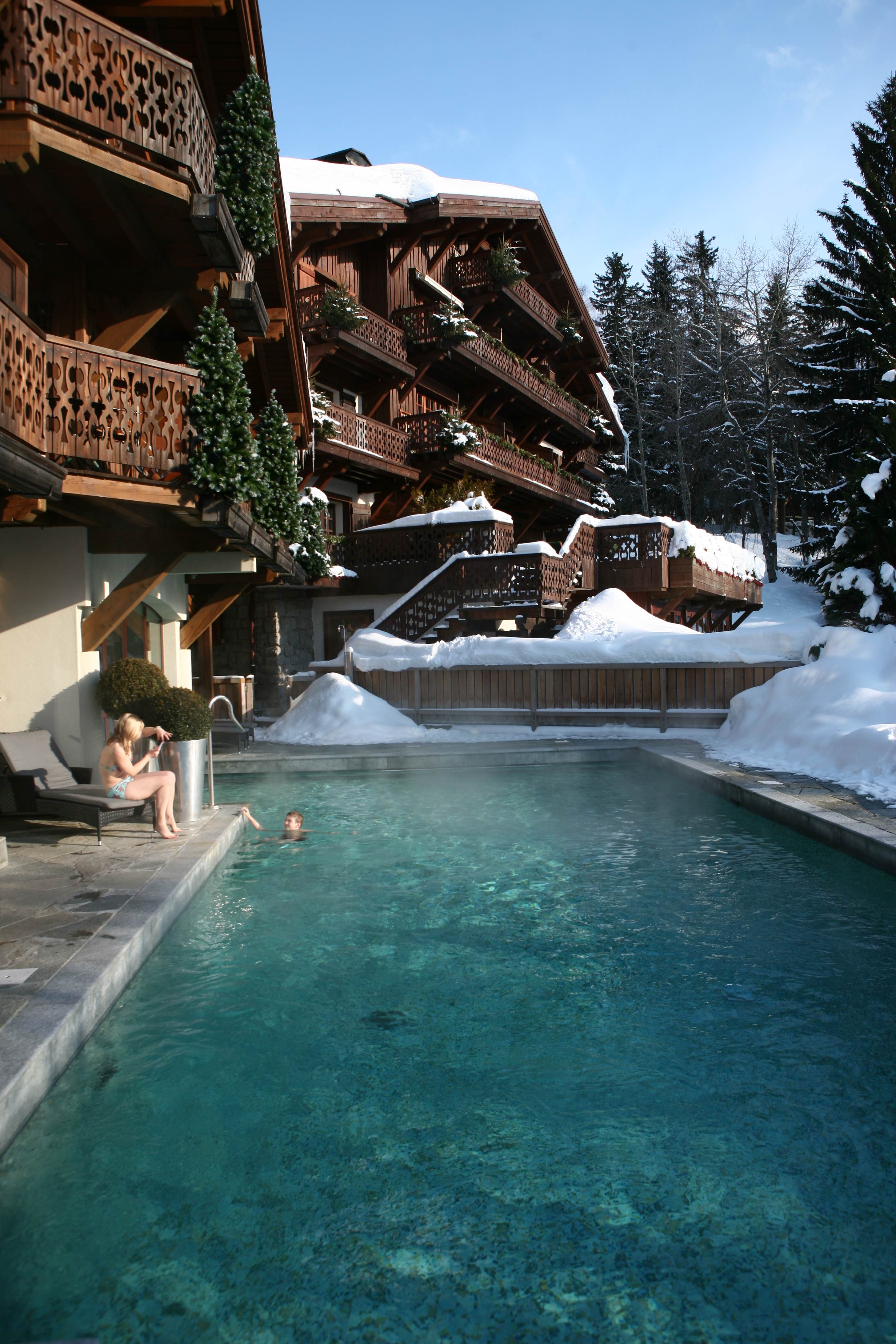
Chalet du domaine du Mont d'Arbois sur les hauteurs de Megève.

En 2018, la capacité d'accueil de la station de tourisme, estimée par l'organisme Savoie Mont Blanc, est de 41 353 lits touristiques répartis dans 7 298 établissements (40 694 lits et 7 217 établissements en 2014). Les hébergements se répartissent comme suit : 344 meublés  ; 5 résidences de tourisme ; 32 hôtels (27 selon l'INSEE) ; 2 hôtelleries de plein air ; 7 centres ou villages de vacances/auberges de jeunesse/maisons familiales ; 1 Chambre d'hôtes.
Les établissements hôteliers se répartissent ainsi, sept possèdent un label 5 étoiles, quatre à 4 étoiles, neuf à trois étoiles et six à 2 étoiles, en 2018, selon l'INSEE.
Megève a quatre restaurants étoilés au guide Michelin.

### Tourisme
La station a obtenu plusieurs labels. Ainsi en 2016, elle est classée « Famille Plus Montagne », « Station village de charme », « Stations grands domaines » et « Montagne douce ». Elle fait partie également des stations françaises ayant le label Top of the French Alps (TOTFA).
Elle fait également partie du réseau Best of the Alps qui regroupe les plus prestigieuses stations des Alpes.

## Culture locale et patrimoine

### Lieux et monuments
La commune compte trois monuments répertoriés à l'inventaire des monuments historiques, mais aucun répertorié à l'inventaire général du patrimoine culturel. Par ailleurs, elle compte six objets répertoriés à l'inventaire des monuments historiques et aucun répertorié à l'inventaire général du patrimoine culturel.
Megève possède également un riche patrimoine issu de son développement touristique et de son rôle de « station climatique » dès le début du XXe siècle. Ce ne sont pas moins de 82 édifices (maisons, chalets, lotissements) qui ont ainsi retenu l'attention.

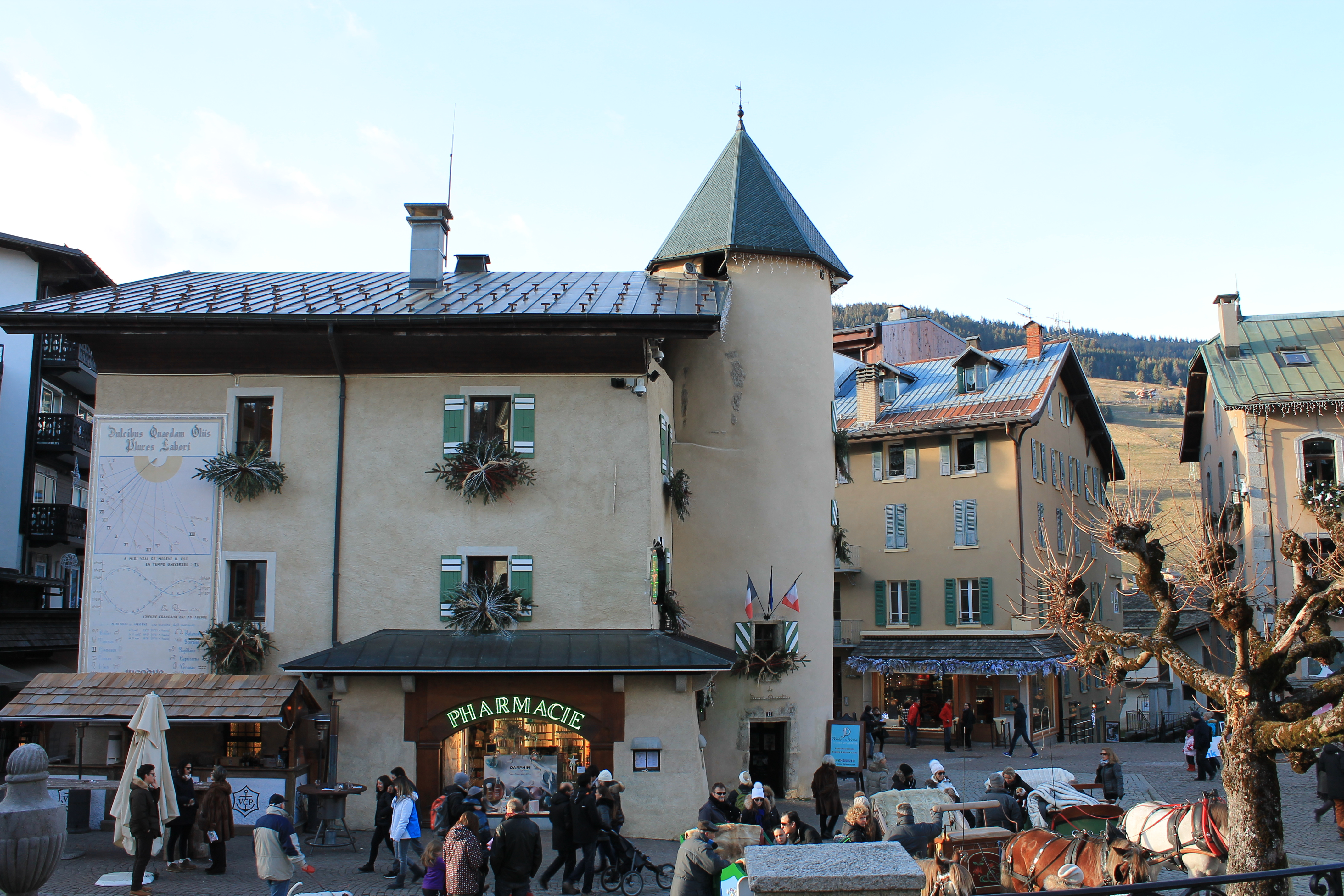
Donjon dit « La Tour Magdelain », ancienne maison de la famille de Capré et ex-mairie de Demi-Quartier dans sa moitié nord.

- Le donjon dit « La Tour Magdelain », situé sur la place de l'église où était installée la mairie de Demi-Quartier jusqu'en 2021. Il s'agit de l'ancienne demeure des Capré, seigneur de Megève[52]

#### Monuments religieux
- Le chemin du Calvaire Inscrit MH (1993)[53],[M 3].
- Chapelles de hameaux des XVe et XVIIIe siècles.
- Église Saint-Jean-Baptiste, dont les parties les plus anciennes remontent au XIIIe siècle avec sa porte en bois de 1692, et qui côtoie le prieuré bénédictin fondé au XIIe siècle.  Inscrit MH (1988)[54].
- Synagogue[55].
- Temple protestant[56].
- Croix Saint-Michel, source de Saint-Michel et calvaire construit au XIXe siècle.  Classé MH (1988).
- Creux Saint-Jean, cascade, oratoire dédié à saint Jérôme et un très vieux pont.

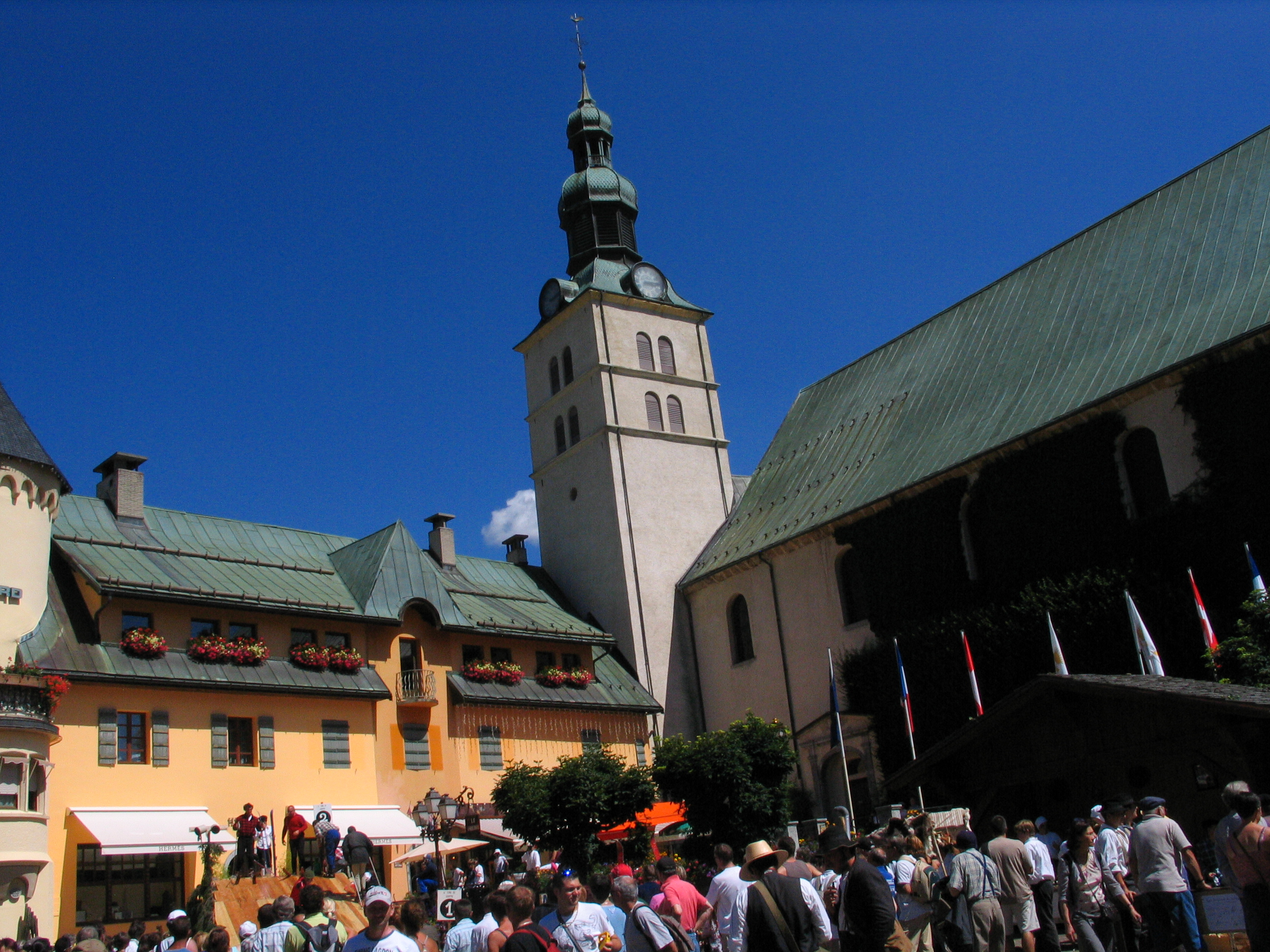
La place de l'église et son clocher à bulbe.
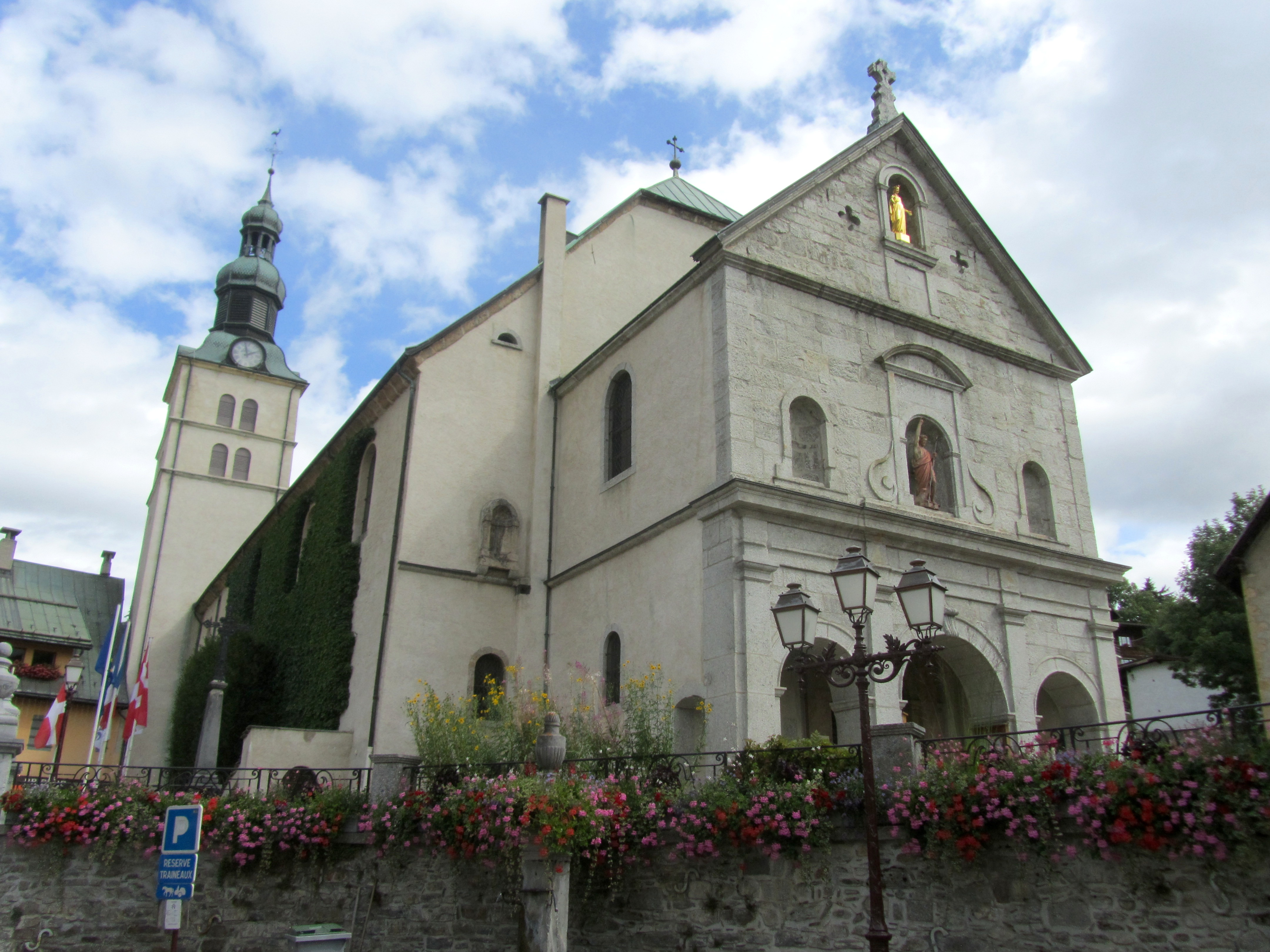
Église de Megève.
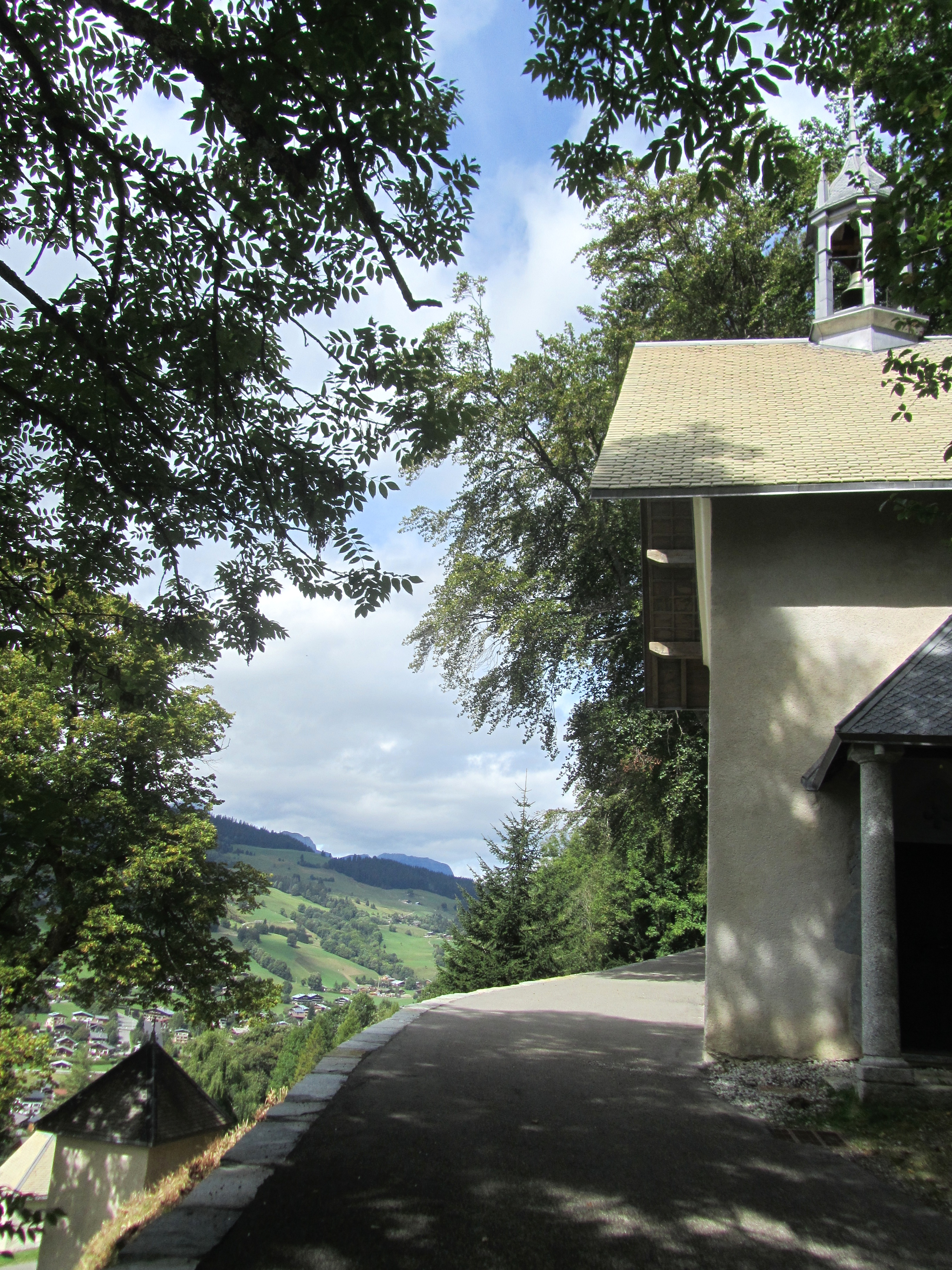
Calvaire.
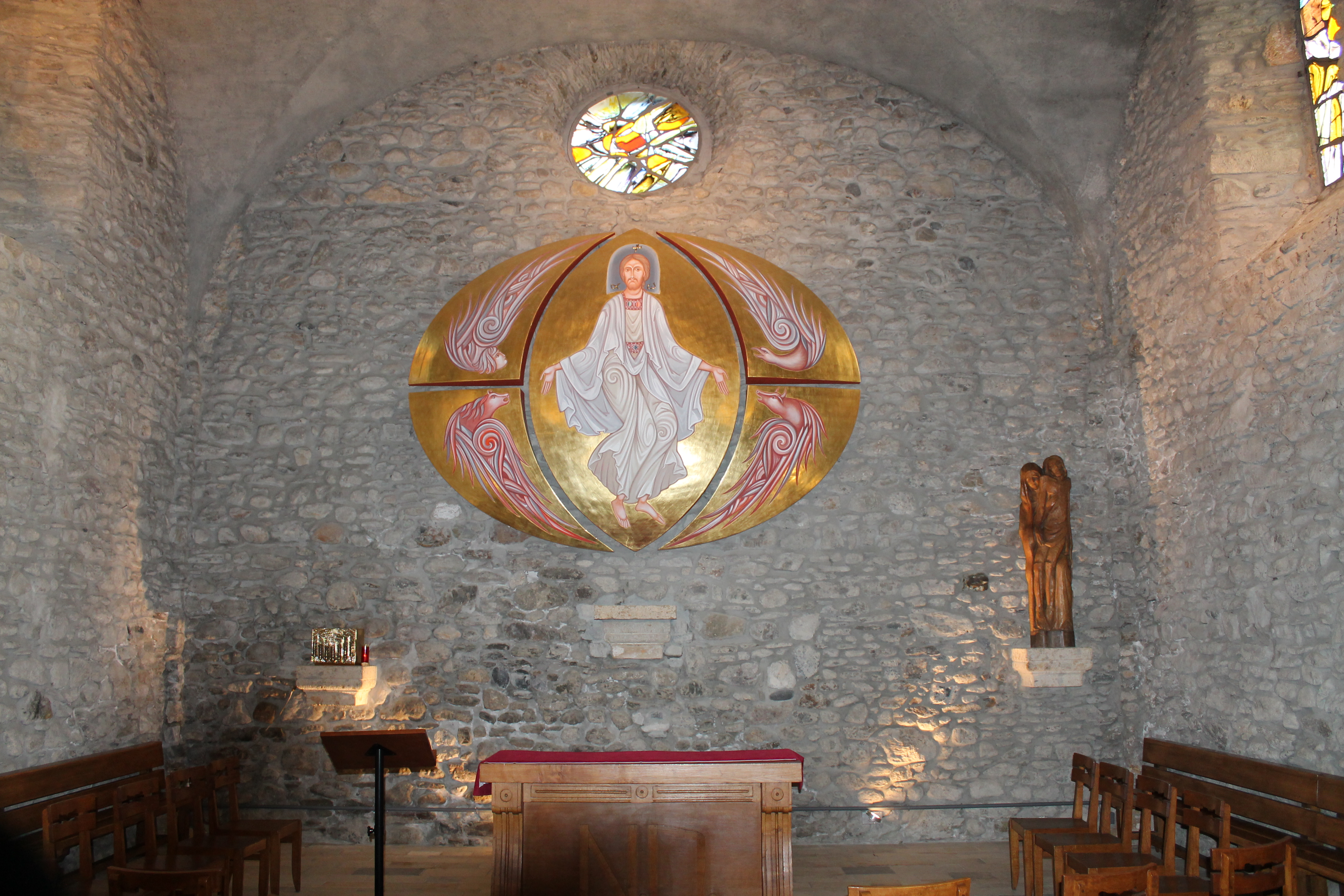
Intérieur de la chapelle Sainte-Anne ou chapelle des Pénitents (début XVIe siècle).

#### Autres lieux touristiques
- Maison de Henry Jacques Le Même  Inscrit MH (1995)[57]
- La retenue d'eau du lac de Javen, gorges du Planay et cascade de la Belle-au-bois.

### Espaces verts et fleurissement
En 2014, la commune obtient le niveau « 4 fleurs » au concours des villes et villages fleuris.

### Patrimoine culturel
La commune abrite le Musée du Haut Val d’Arly. Il s'agit d'une ferme du XIXe siècle qui fut transformée en un lieu de mémoire de la vie paysanne d'antan.

### Personnalités liées à la commune
- François Capré, seigneur de Megève (XVIIe siècle). Diplomate de talent, il négocia, au nom de madame Royale, les affaires les plus importantes de l'État avec Louis XIII et Richelieu. Auteur d'ouvrages historiques sur la Savoie.
- Hyacinthe, comte Capré de Megève, fils du précédent, reçut de Victor-Amédée II en 1709, la mission d'entamer auprès de Louis XIV les négociations qui ont conduit à la paix d'Utrech ; elle assura la couronne de Sicile au duc de Savoie.
- Marius Jolivet (1906-1964), prêtre, aumônier de l'institution Sainte-Geneviève de Megève en 1933, résistant, agent du réseau Ajax, passeur, médaillé du Juste parmi les nations et de la Médaille de la reconnaissance française
- Thibaut Ruggeri (1980- ), chef cuisinier émérite, Bocuse d'or en 2013.
- Alexandre Bompard, PDG du Groupe Carrefour, a grandi à Megève.

De nombreuses personnalités séjournèrent à Megève. D'ailleurs la commune fut qualifiée de « 21e arrondissement de Paris » par Jean Cocteau. Parmi ces personnalités, on peut citer :
- Maurice Ravel (1875-1937), compositeur, y effectua un séjour de trois mois (cure de santé) à l'hôtel du Mont-Blanc de fin décembre 1918 à fin mars 1919[60].
- Edmond de Rothschild (1926-1997), fils de Noémie de Rothschild, qui lança Megève dans les années 1920. Il contribua au développement du Mont d'Arbois.
- Nadine de Rothschild, son épouse, qui dirigea le Chalet du Mont d'Arbois
- Henry Jacques Le Même (1897-1997), architecte de plus de 200 chalets à Megève dont celui du peintre Georges Gimel en 1934 et celui de Marcel Dassault en 1982, architecte d'hôtels et de pensions de famille, mais aussi de sanatoriums et de sa maison (ISMH), de style Le Corbusier, installé à Megève de 1925 à 1985.
- Georges Gimel, artiste peintre, auteur de fresques importantes et d'émaux dont le chemin de croix de l'église, de 1934 à 1962.
- Georg Muffat, compositeur de musique sacrée du XVIIIe siècle, maître de chapelle à Salzbourg.
- Marcel Dassault (1892-1986), entrepreneur, ingénieur, fondateur et PDG du groupe Dassault
- Émile Allais (1912-2012), champion de ski, auteur d'un triplé historique aux championnats du monde de 1937. Médaillé de bronze aux Jeux olympiques de 1936. Inventeur de la méthode de ski française, créateur de l'école du ski français. Il participe à la création de nombreuses stations de ski à travers le monde (Squaw Valley, Sun Valley, Portillo du Chili, Flaine, Vars, Courchevel, La Plagne, etc.). Créateur des premiers skis métalliques, les Rossignol Allais 60 sur lesquels Jean Vuarnet deviendra champion olympique en 1960.
- Nicolas Burtin, né en 1972, membre de l'équipe de France de ski alpin de 1989 à 2006. Il monte 4 fois sur les podiums de coupe du monde et termine 3e du classement général de descente en 1998. Il participe aux Jeux olympiques de Lillehammer 1994 ainsi que Nagano 1998.
- Philippe Bozon, né en 1966, champion de hockey sur glace, premier Savoyard et Français à évoluer dans la LNH (Saint Louis Blues). Membre du Hockey Hall of fame international depuis 2008. Il participe à 4 olympiades (Calgary 1988, Albertville 1992, Nagano 1998, Salt Lake city 2002) et 9 championnats du monde.
- Sébastien Bordeleau, né en 1975, champion de hockey sur glace franco-québécois évoluant en LNH de 1995 à 2002 (Montréal, Nashville, Minnesota, Phoenix). Il participe à deux championnats du monde avec l'équipe de France.
- Richard Gay, né en 1971, médaillé de bronze aux jeux olympiques 2002, épreuve de ski de bosses.
- Anthony Benna, né en 1987, champion du monde de ski de bosses 2015, il participe à trois olympiades (Vancouver 2010, Sotchie 2014, Pyeongchang 2018).
- Clément Parisse, né en 1993, membre de l'équipe de France de ski de fond, il remporte la médaille de bronze au relais 4 x 10 km des jeux olympiques de Pyeongchang 2018. En 2022, il obtient la médaille du même métal, toujours en relais aux Jeux olympiques d'hiver de 2022.
- Roger Allard (1920-2004), premier champion de France de slalom géant en 1949, natif de la commune.

### Héraldique

#### Blason
| Blason de Megève | Blason  | D’azur à une tête et col de chèvre coupés d’argent, au chef d’or D'azur à la tête de chamois d'argent, au chef d'or. Ornements extérieursÉcu parfois surmonté d'une couronne                                                                                       |
| Blason de Megève | Détails | - Le blason de la ville reprend les armes de la famille des Comtes Capré de Megève au XVIIe siècle (Armes parlantes). - En 2005 le blason est légèrement modifié et répond désormais à la description héraldique. Le statut officiel du blason reste à déterminer. |

#### Logotype
Le logotype officiel de la commune est une version stylisée du blason de la ville.

Ancien logo.
Logo actuel.

## Voir aussi

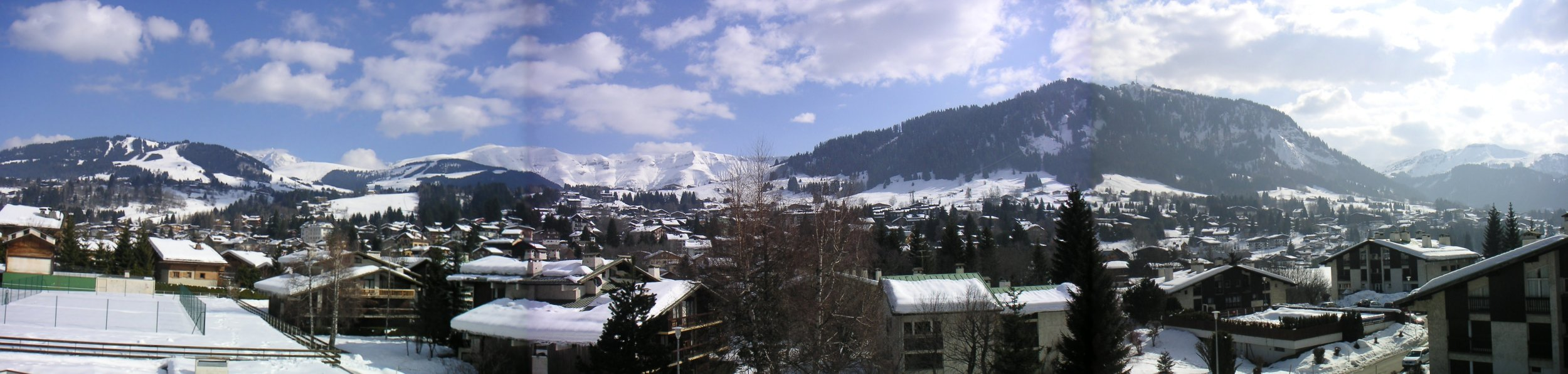
Vue panoramique de Megève.

#### Sites de la commune et de la station
- Site de la mairie
- Site de l'Office du tourisme

#### Site de l'Insee
- « Bases de données : Commune de Megève (74173), Département de la Haute-Savoie (74) », sur le site de l'INSEE - www.insee.fr (consulté le 1er janvier 2014).
  - [PDF] « Megève (74173 - Commune), Chiffres clés - « Évolution et structure de la population » », sur le site de l'INSEE - www.insee.fr (consulté en août 2014), p. 18 (Chiffres de 2009).
  - « Bases de données : Commune de Megève (74173), Département de la Haute-Savoie (74) - « Chiffres clés Évolution et structure de la population » », sur le site de l'INSEE - www.insee.fr (consulté en août 2014) (Chiffres de 2011, mise à jour le 28 juin 2012).

#### Patrimoine
- (fr) Jean-Pierre Hardy, « Megève, Station village », www.savoie-archives.fr (consulté le 26 novembre 2012) (p. 4) - Dossier « L'aventure architectural des stations des sports d'hiver » de 18 pages.
- Véry Françoise, Paviol Sophie, Prax Michèle, Chalabi Maryannick, Région Rhône-Alpes, Inventaire général du patrimoine culturel ; École d’architecture de Grenoble, « Présentation de l'aire d'étude (L'architecture de villégiature de la commune de Megève) », Rhône-Alpes > Haute-Savoie > Megève, sur le site du Patrimoine architectural et mobilier en Rhône-Alpes - patrimoine.rhonealpes.fr, 1996 (consulté en décembre 2014)